# 貝塞爾鎮區 (北卡羅萊納州珀奎曼斯縣)
貝塞爾鎮區（英語：Bethel Township）是位於美國北卡羅萊納州珀奎曼斯縣的一個鎮區。

## 地方資料
貝塞爾鎮區的面積為110.33平方千米，皆為陸地。根據2020年美國人口普查的數據，當地共有人口3728人，而人口密度為每平方千米33.79人。